# Phaonia nana
Phaonia nana är en tvåvingeart som beskrevs av Shinonaga 2003. Phaonia nana ingår i släktet Phaonia och familjen husflugor. Inga underarter finns listade i Catalogue of Life.